# Субандху
Субандху (хинди Subhandhu; конец VI — начало VII вв.) — древнеиндийский санскритский поэт. Считается одним из крупнейших романистов конца классической эпохи санскритского романа, наряду с Баной и Дандином.
Приписываемый ему роман-поэма «Васавадатта» (хинди Vāsavadattā) является ярким примером искусственного и декоративного стиля в классической санскритской литературе.